# Le Maître (roman)
Pour les articles homonymes, voir Le Maître.
Le Maître (titre original : The Master) est un roman court de science-fiction écrit par Catherine Webb sous le pseudonyme de Claire North, paru en 2015 puis traduit en français et publié aux éditions Le Bélial' en 2022. Il est le troisième livre de la série La Maison des Jeux.

## Résumé
Argent est un des plus anciens joueurs de la Maison des Jeux, un des meilleurs également. Il a amassé au cours des siècles de nombreuses pièces, à savoir d'anciens joueurs qu'il a battus et dont il n'a pas rien exigé en dehors la dette de lui devoir une ou plusieurs faveurs.
De nos jours, à New York, il décide d'affronter la Maîtresse des Jeux. Cette dernière choisit une partie d'échecs, avec comme plateau le monde et dont les rois sont les deux participants. L'affrontement va durer dix ans, une période pendant laquelle toutes les puissances militaires et policières mondiales vont s'affronter par petites escarmouches, entraînant de nombreuses morts de part et d'autre. Argent, semblant dominé par son adversaire, tente un coup de bluff et réussit à trouver le quartier général de la Maîtresse des Jeux.